# トリニティ・カレッジ (ケンブリッジ大学)
トリニティ・カレッジ (英: Trinity College) は、ケンブリッジ大学を構成するカレッジの一つ。ヘンリー8世によって1546年に創設された。2018年現在34人のノーベル賞受賞者や、フィールズ賞受賞者、アイザック・ニュートンなど数多くの著名人を輩出しているカレッジである。キングス・カレッジとセント・ジョンズ・カレッジと共に最も入学倍率の高いカレッジである。

## ノーベル賞を受賞した卒業生
| 名前                                       | 分野         | 年   |
| ------------------------------------------ | ------------ | ---- |
| ジョン・ウィリアム・ストラット             | 物理学       | 1904 |
| ジョゼフ・ジョン・トムソン                 | 物理学       | 1906 |
| アーネスト・ラザフォード                   | 化学         | 1908 |
| ヘンリー・ブラッグ                         | 物理学       | 1915 |
| ローレンス・ブラッグ                       | 物理学       | 1915 |
| チャールズ・バークラ                       | 物理学       | 1917 |
| ニールス・ボーア                           | 物理学       | 1922 |
| フランシス・アストン                       | 化学         | 1922 |
| アーチボルド・ヒル                         | 生理学・医学 | 1922 |
| オースティン・チェンバレン                 | 平和         | 1925 |
| オーエン・リチャードソン                   | 物理学       | 1928 |
| フレデリック・ホプキンズ                   | 生理学・医学 | 1929 |
| エドガー・エイドリアン                     | 生理学・医学 | 1932 |
| ヘンリー・ハレット・デール                 | 生理学・医学 | 1936 |
| ジョージ・パジェット・トムソン             | 物理学       | 1937 |
| バートランド・ラッセル                     | 文学         | 1950 |
| アーネスト・ウォルトン                     | 物理学       | 1951 |
| リチャード・シング                         | 化学         | 1952 |
| ジョン・ケンドリュー                       | 化学         | 1962 |
| アラン・ロイド・ホジキン                   | 生理学・医学 | 1963 |
| アンドリュー・フィールディング・ハクスリー | 生理学・医学 | 1963 |
| ブライアン・ジョゼフソン                   | 物理学       | 1973 |
| マーティン・ライル                         | 物理学       | 1974 |
| ジェイムズ・ミード                         | 経済学       | 1977 |
| ピョートル・カピッツァ                     | 物理学       | 1978 |
| ウォルター・ギルバート                     | 化学         | 1980 |
| アーロン・クルーグ                         | 化学         | 1982 |
| スブラマニアン・チャンドラセカール         | 物理学       | 1983 |
| ジェームズ・マーリーズ                     | 経済学       | 1996 |
| ジョン・ポープル                           | 化学         | 1998 |
| アマルティア・セン                         | 経済学       | 1998 |
| ヴェンカトラマン・ラマクリシュナン         | 化学         | 2009 |
| グレゴリー・ウィンター                     | 化学         | 2018 |
| ディディエ・ケロー                         | 物理学       | 2019 |